# Linia kolejowa Mladá Boleslav – Stará Paka
Linia kolejowa Mladá Boleslav – Stará Paka – jednotorowa, niezelektryfikowana linia kolejowa w Czechach. Łączy Mladá Boleslav i stację Stará Paka. Przebiega przez trzy kraje: środkowoczeski, liberecki i hradecki.